# Burggasse (Wien)
Die Burggasse ist eine Straße im 7. Wiener Gemeindebezirk Neubau. Sie durchquert den Bezirk in seiner gesamten Länge von der Zweierlinie bis zum Gürtel.

## Geschichte

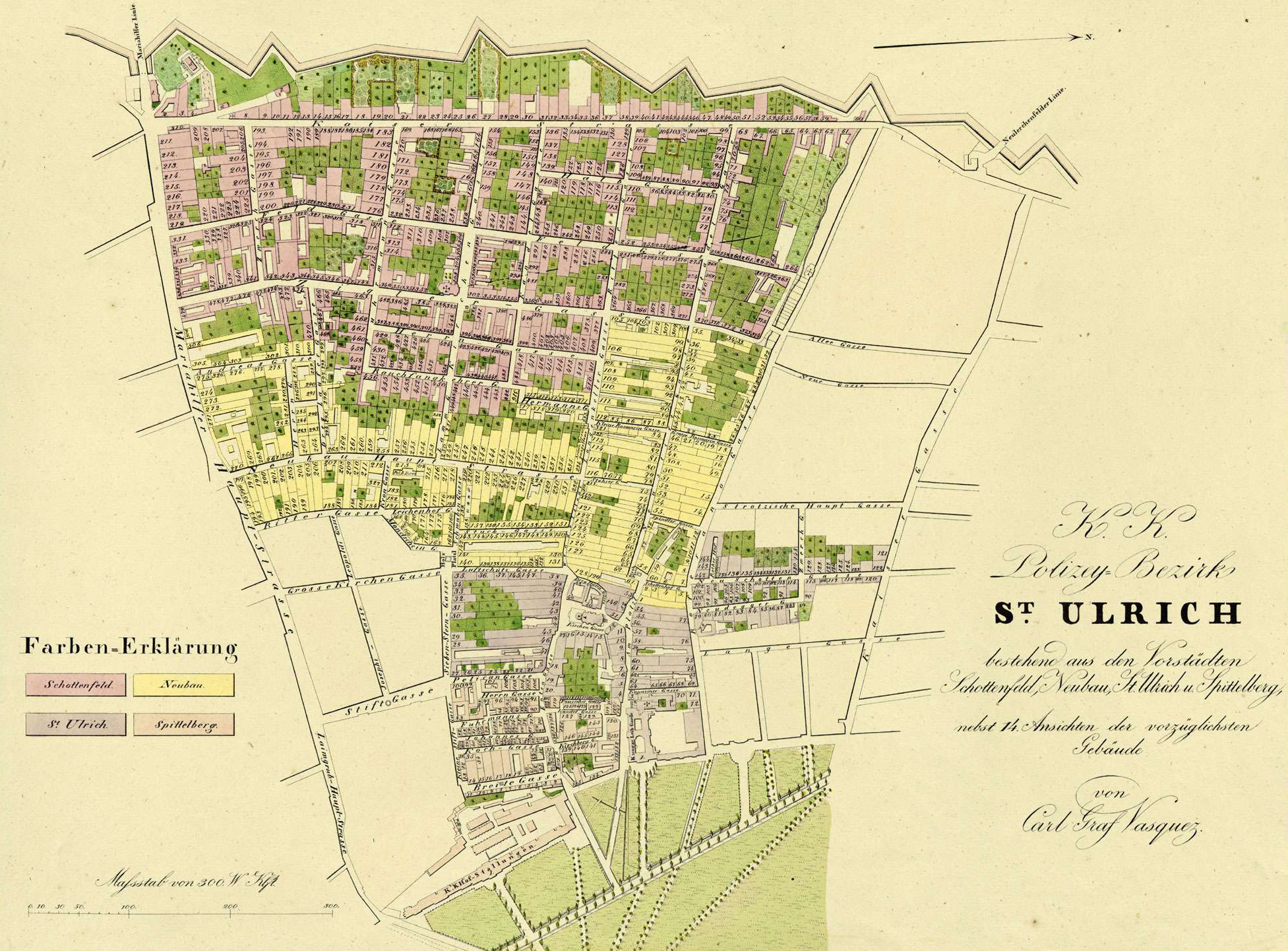
Plan des 7. Bezirks mit Verlauf der Burggasse, ca. 1830

Obwohl einer der ältesten Straßenzüge des Bezirks, endete die Burggasse bis 1885 an der Kaiserstraße und verband nur die früheren Vorstädte Spittelberg, St. Ulrich, Neubau und Schottenfeld. Erst mit dem Abriss des Linienwalls wurde eine Fortsetzung bis zum Gürtel geschaffen. Es bestand auch kein gemeinsamer Name. Ausgehend von geografischen Anknüpfungspunkten oder Hausnamen hieß etwa der untere Teil des Straßenzugs Weg nach St. Ulrich (vor 1683), später Am Zeisselbühel nach dem Haus Zum großen Zeisig (Nr. 2). Zwischen Stiftgasse und Kirchengasse war der Name Am Bergel oder Am Anger, außerhalb der Kirchengasse Auf der Wendelstatt. 1771 lautete am Spittelberg die Bezeichnung Burggasse, in St. Ulrich dagegen Entengasse (nach dem Haus Zur goldenen Ente, Nr. 18), zwischen Kirchengasse und Neubaugasse Wendlgasse, am Neubau Langekellergasse (nach Haus Nr. 69, ehemals „Langer Keller“) und am Schottenfeld Rittergasse (nach Haus „Zwei goldene Ritter“, Nr. 83). Erst 1862 wurde die einheitliche Bezeichnung Burggasse (nach der Ausrichtung auf die Hofburg) festgelegt.
Ab 1891 verkehrte durch die Burggasse die Straßenbahn, seit September 1901 in elektrischem Betrieb.

## Beschreibung
Die Burggasse beginnt an der Museumstraße zwischen Messepalast (MuseumsQuartier – Museumsplatz) und Volkstheater (Arthur-Schnitzler-Platz). Sie verläuft zunächst in westsüdwestlicher Richtung bis zur Breite Gasse und schwenkt dann in einem weiten Bogen in westliche Richtung ein. Ab dem an ihrem nördlichen Rand gelegenen St.-Ulrichs-Platz führt sie praktisch ganz gerade bis zur westlichen Bezirksgrenze am Neubaugürtel bzw. Lerchenfelder Gürtel. Die durchwegs geschlossene Verbauung stammt überwiegend aus der Zeit des Historismus, umfasst teilweise aber auch noch Bürgerhäuser aus dem 18. und der ersten Hälfte des 19. Jahrhunderts. Sie durchquert der Reihe nach die Bezirksteile Spittelberg, St. Ulrich, Neubau und Schottenfeld.
Grünanlagen gibt es nur wenige. Am Beginn liegt linker Hand die Anlage vor dem MuseumsQuartier und rechts eine kleine Grünfläche neben dem Volkstheater mit Denkmälern für Rudolf Beer und Hansi Niese. 
Weiter stadtauswärts erweitert sich die sonst gleichmäßig breite Straße zwischen St.-Ulrichs-Platz und Stuckgasse. Die Feldulme in der hier angelegten Grünanlage ist ein Wiener Naturdenkmal. Der Teil westlich der Kirchengasse bis zur Stuckgasse wurde im Dezember 2021 Ruth-Klüger-Platz benannt und nach Umbau, der auch eine gärtnerische Gestaltung einschloss, am 6. Mai 2022 als eigener Platz eröffnet.

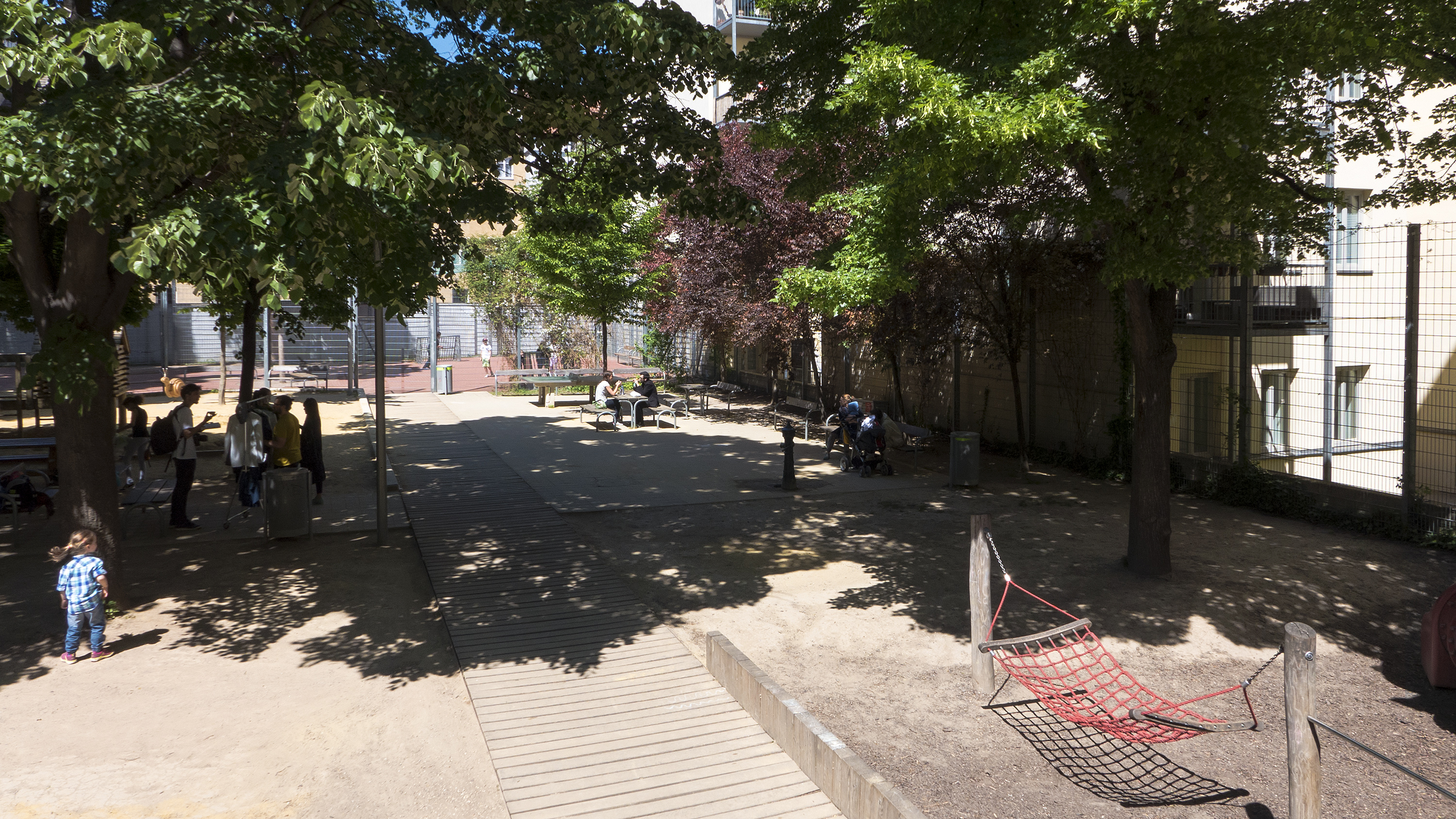
Karl-Farkas-Park

Auf der unverbauten Parzelle Burggasse 78–80 ist der Karl-Farkas-Park angelegt. Schließlich befinden sich zwischen Kaiserstraße und Gürtel einzelne Anpflanzungen.

## Verkehr
Die Burggasse bildet eine wichtige Zufahrt zum Stadtzentrum aus dem Westen Wiens (über Flötzersteig und Gablenzgasse); sie ist als Hauptstraße A klassifiziert. Sie wird in der ganzen Länge als Einbahn vom Gürtel in Richtung Stadtzentrum geführt. Für den Autobusverkehr ist eine Busspur angelegt, die auch von Taxis, Radfahrern und gewerblichen Behindertentransporten benützt werden darf. Für den motorisierten Individualverkehr steht nur ein weiterer Fahrstreifen zur Verfügung.
Seit Einstellung der Straßenbahn außerhalb der Breite Gasse im November 1968 wird die Burggasse durch die Autobuslinie 48A in Fahrtrichtung Ring/Volkstheater befahren (in der Gegenrichtung verkehrt die Linie durch die Neustiftgasse). Nur von Breite Gasse bis Museumstraße fährt noch die Straßenbahnlinie 49. Querverbindungen bieten die Buslinie 13A, die in Fahrtrichtung Alser Straße von der Neubaugasse in die Burggasse einbiegt und sie in die Kirchengasse wieder verlässt, während sie in Fahrtrichtung Hauptbahnhof durch die Neubaugasse kreuzt, sowie die Straßenbahnlinie 5 in der Kaiserstraße. Zugang zur U-Bahn besteht in den Stationen Volkstheater und Burggasse-Stadthalle.

## Adressen
- Burggasse 1: Messepalast mit Museumsquartier
- Burggasse 11: Biedermeierhaus „Zum Dattelbaum“
- Burggasse 13: Spätbarockes Bürgerhaus „Zum heiligen Josef“
- Burggasse 14–16: Fachmittelschule Im Zentrum (Polytechnische Schule), Pädagogisches Institut der Stadt Wien (1925–2007)
- Burggasse 18: Frühhistoristisches Miethaus
- Burggasse 19: Spätbarockes Vorstadt-Bürgerhaus „Zum schwarzen Mohren“
- Gegenüber Burggasse 33, 35: Barocke Pestsäule am Chor der St.-Ulrichs-Kirche (St.-Ulrichs-Platz)
- Burggasse 35–41: Kloster und Schule Notre Dame de Sion
- Burggasse 51: Adlerhof, frühhistoristisches Wohnhaus mit Durchhaus zur Siebensterngasse
- Burggasse 52–54: Frühhistoristisches Gebäude „Zu den zwei Rittern“ mit einer Figurengruppe kämpfender Ritter an der Ecke
- Burggasse 67: Frühhistoristisches Zinshaus
- Burggasse 69: Spätklassizistisches Miethaus „Zum heiligen Martin“
- Burggasse 71: Ateliertheater
- Burggasse 86: Biedermeier-Vorstadthaus „Zum Wolf(en)“
- Burggasse 95: Wohnhaus aus dem Biedermeier
- Burggasse 98: Vorstadthaus mit Streetart-Fassade
- Burggasse 122A: Wohnhaus nach Plänen von Hans Fenz, erbaut 1909

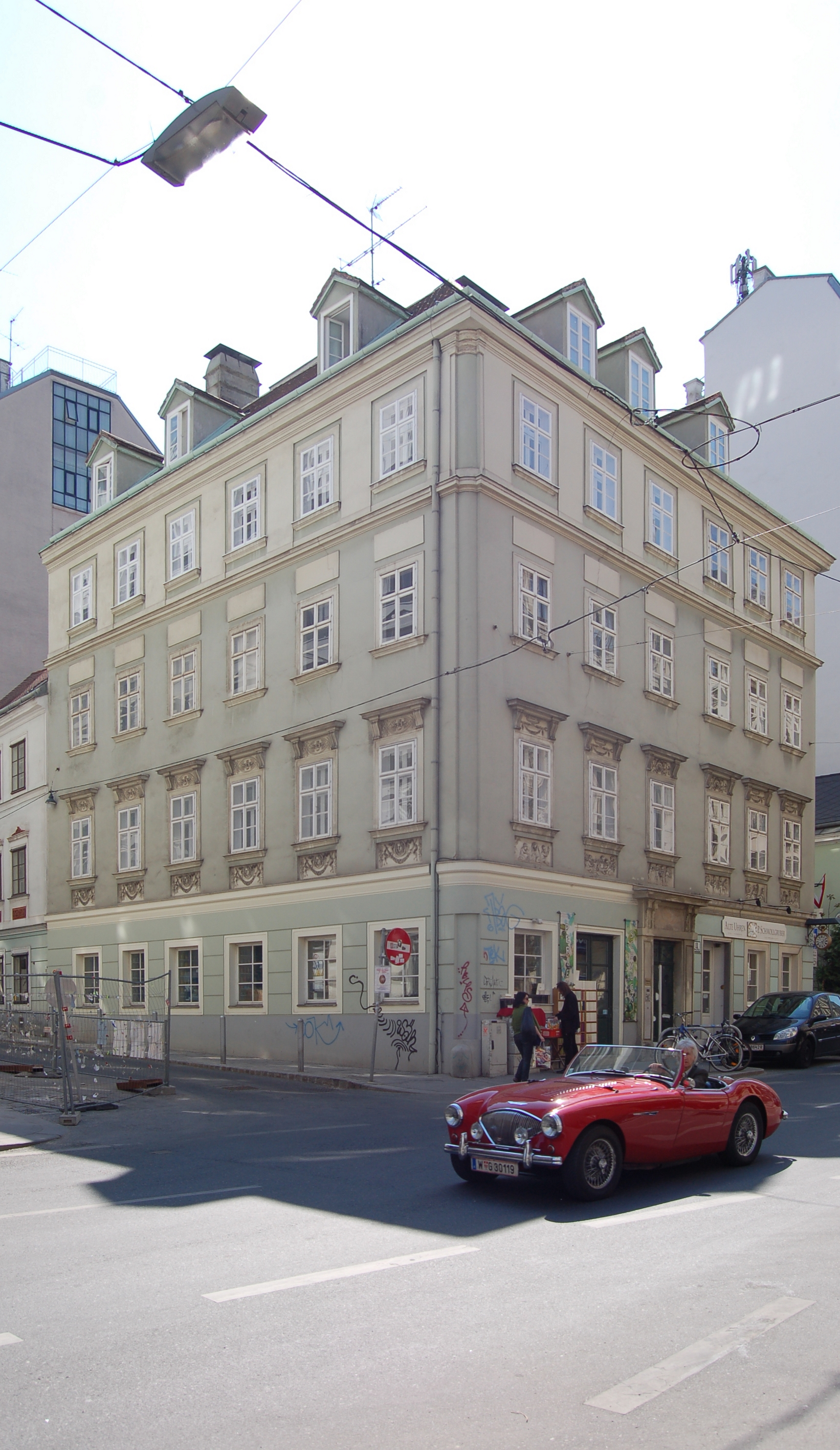
Nr. 11
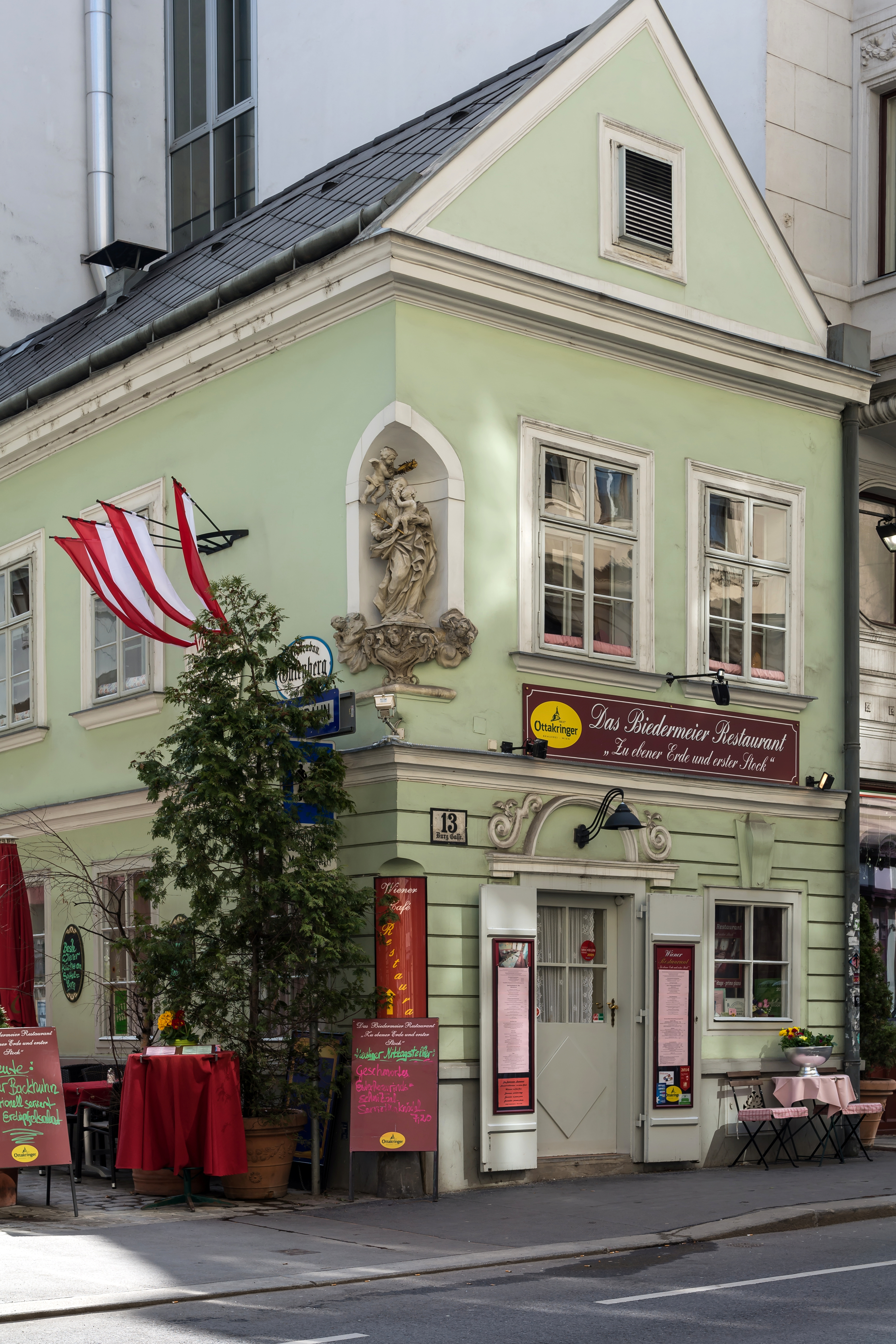
Nr. 13
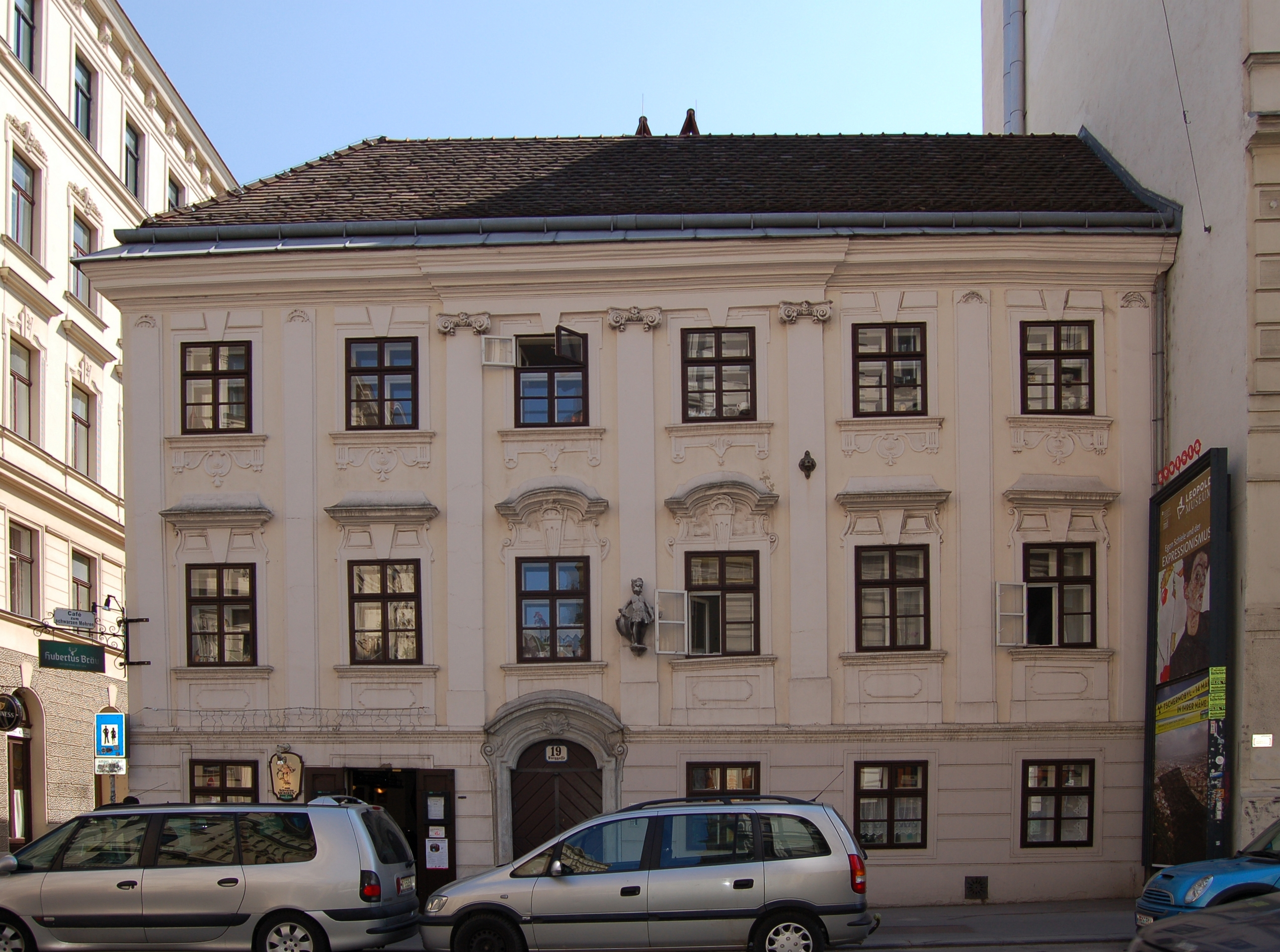
Nr. 19
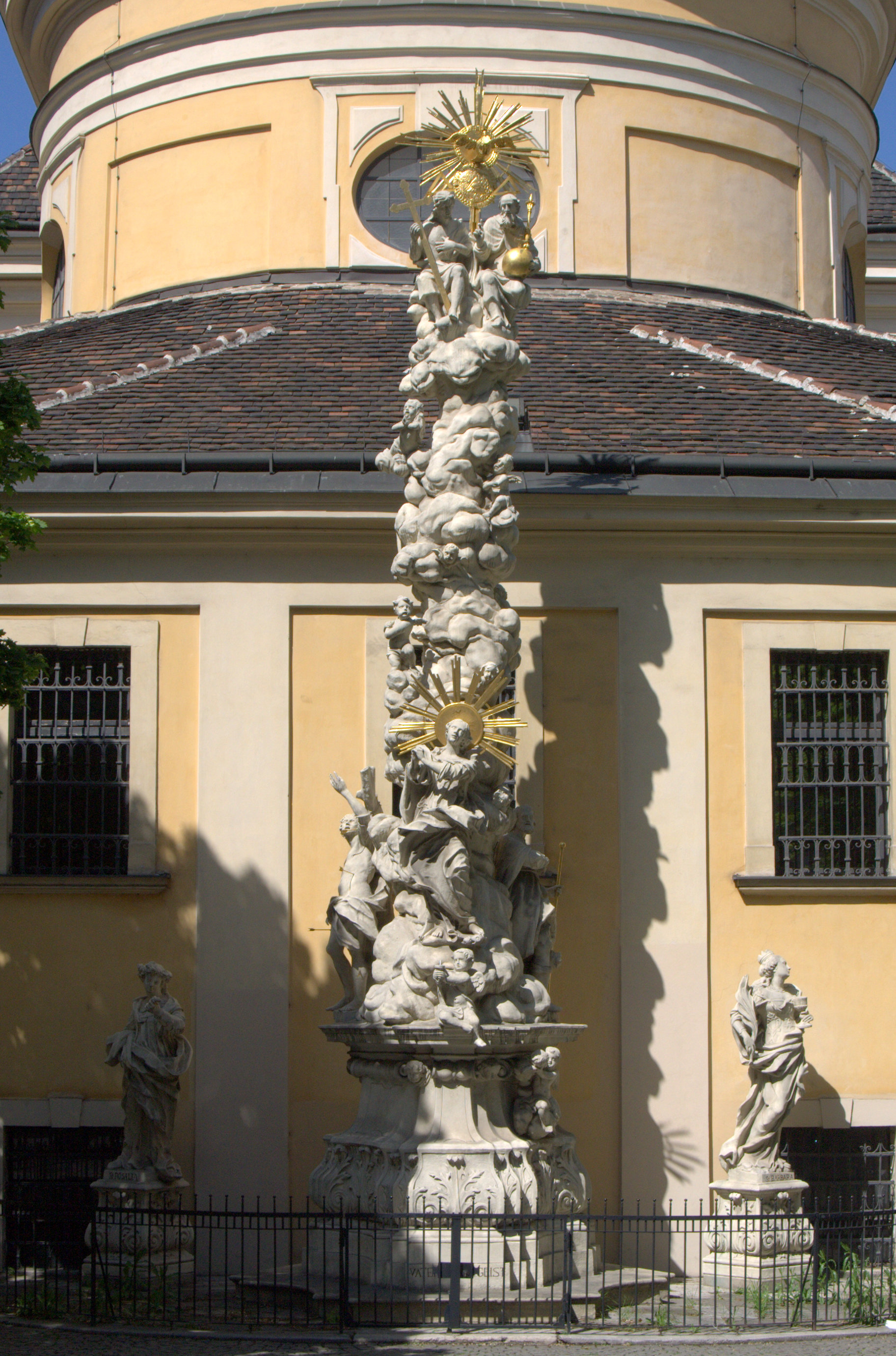
Pestsäule St. Ulrichs-Platz
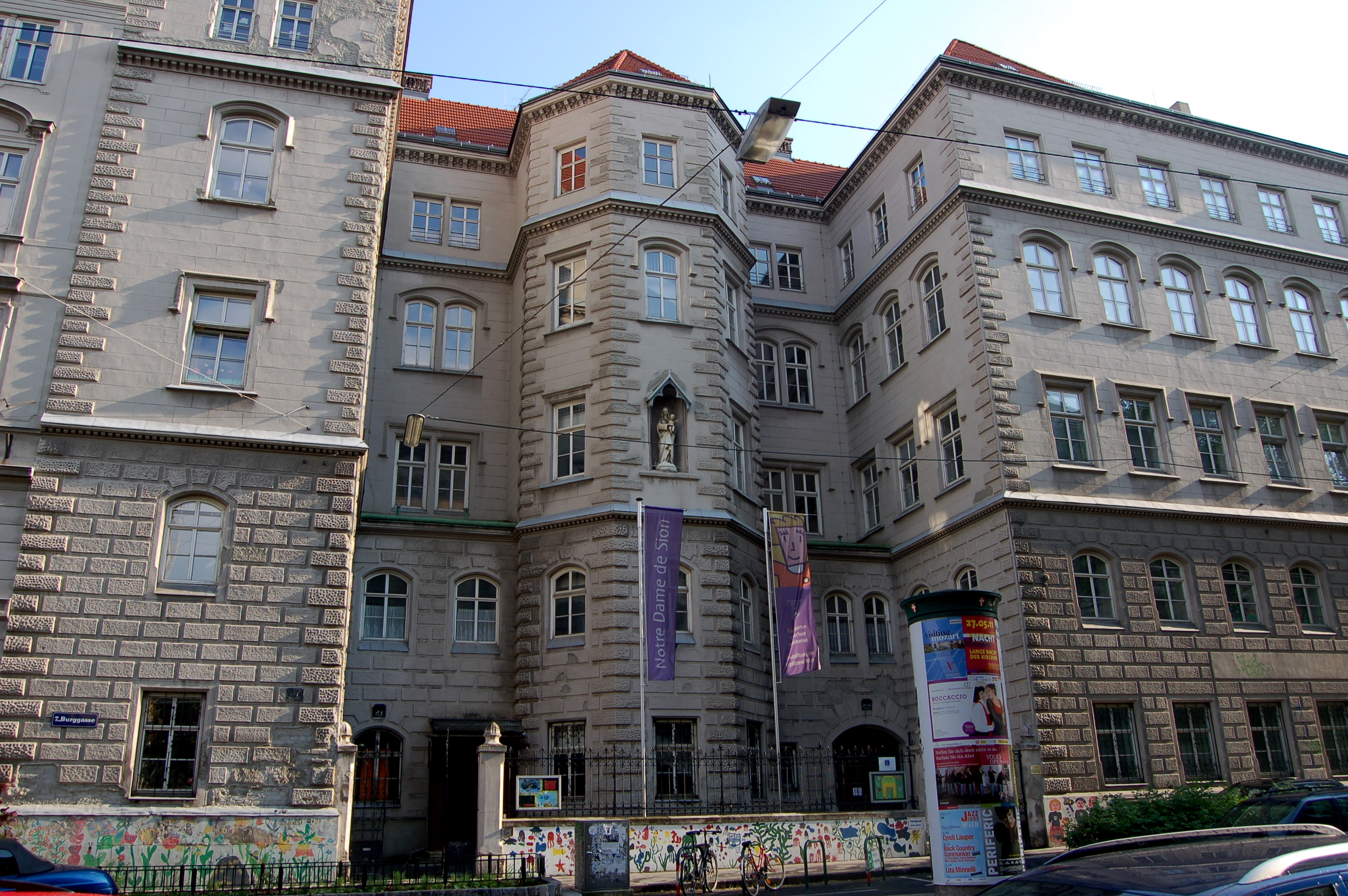
Notre Dame de Sion
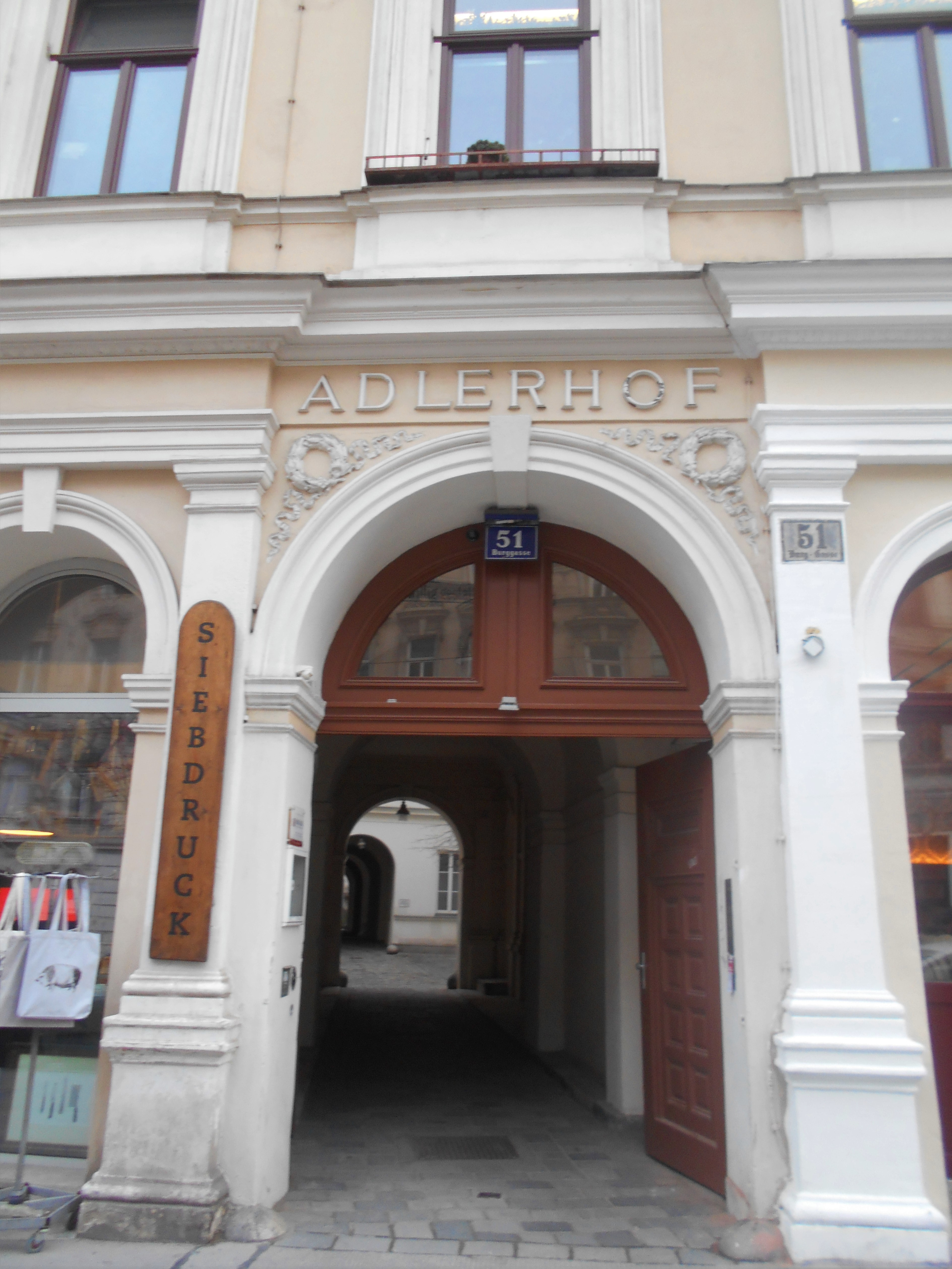
Eingang zum Adlerhof, Nr. 51
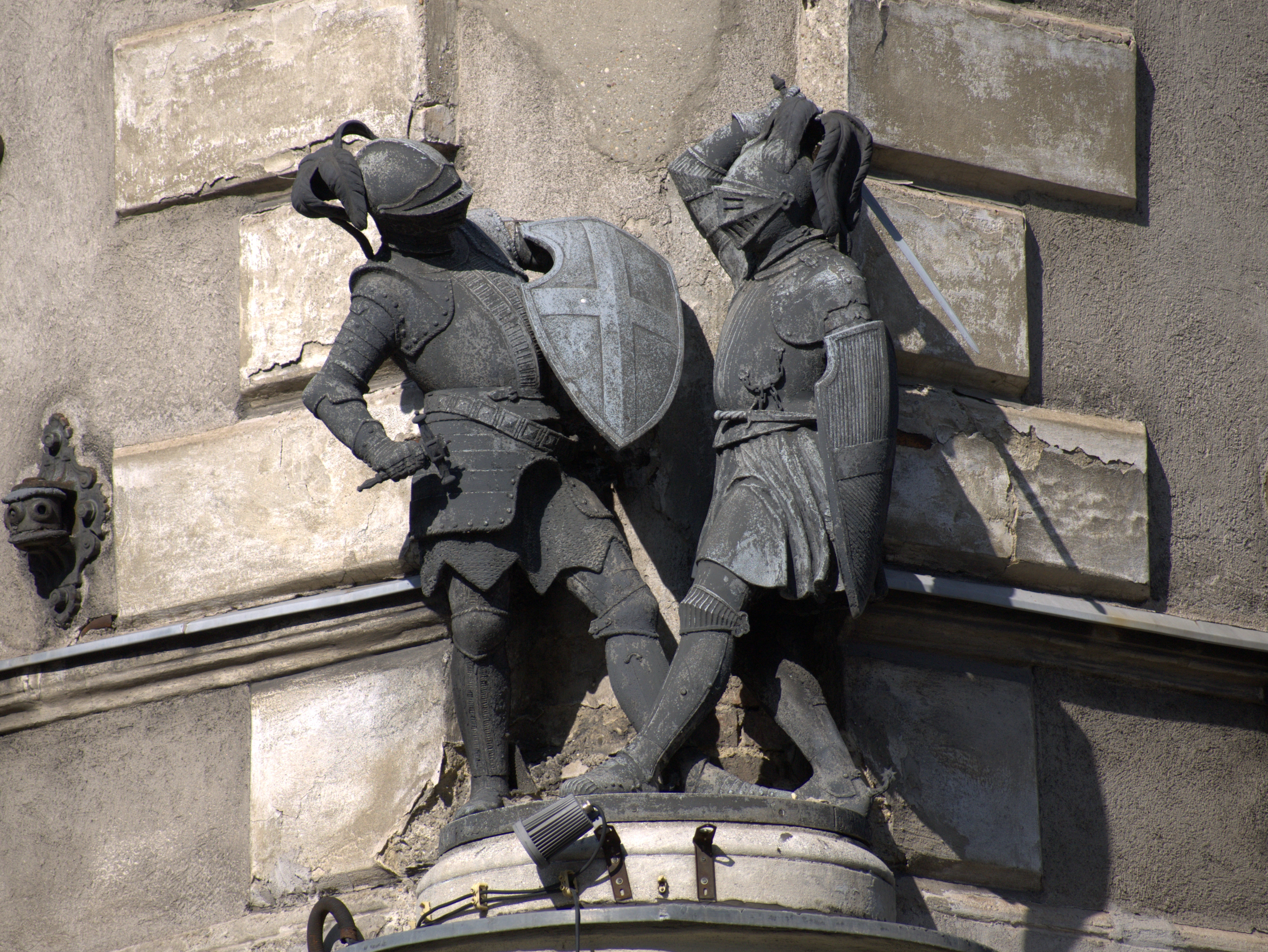
Nr. 52–54
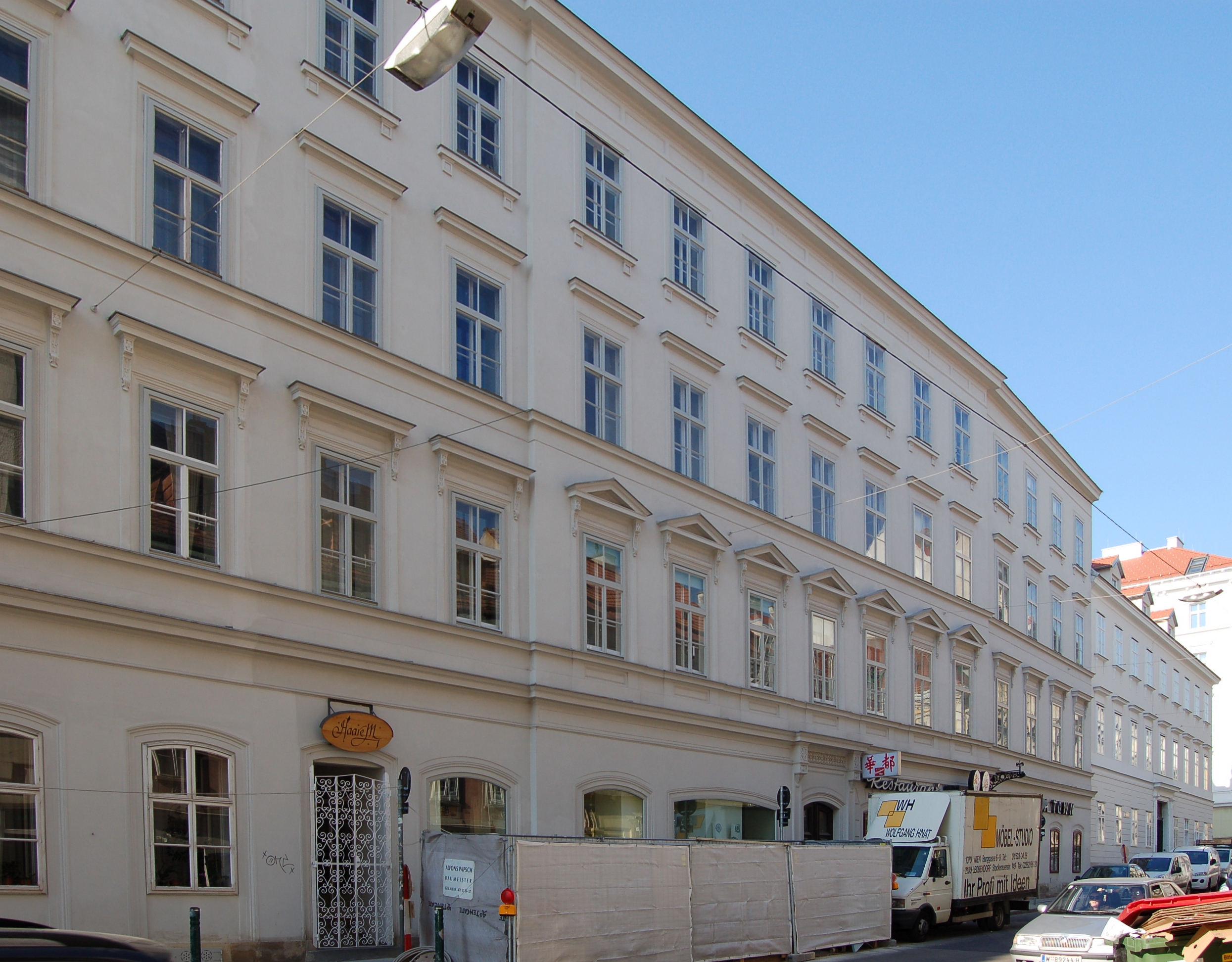
Nr. 67 und 69
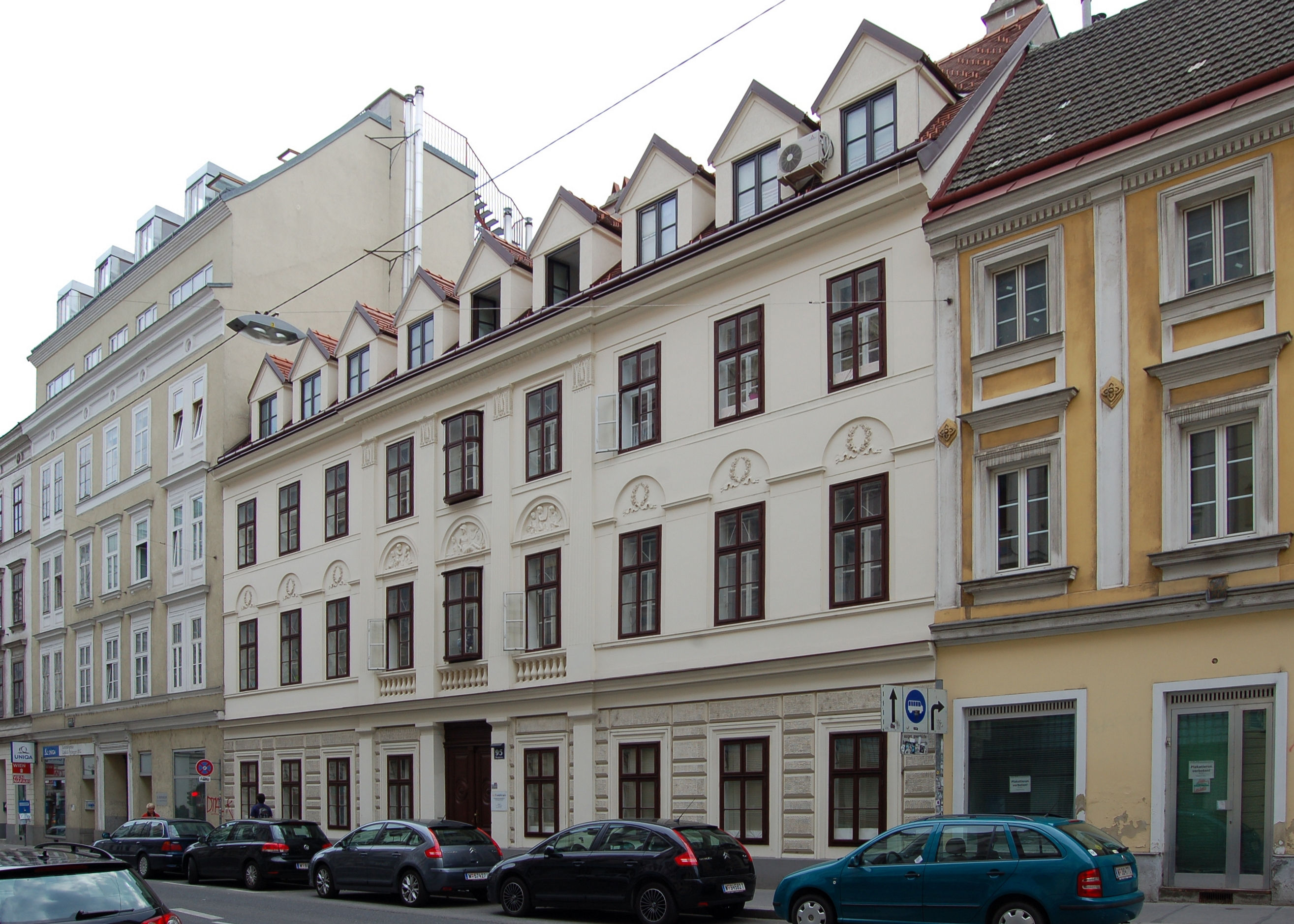
Nr. 95
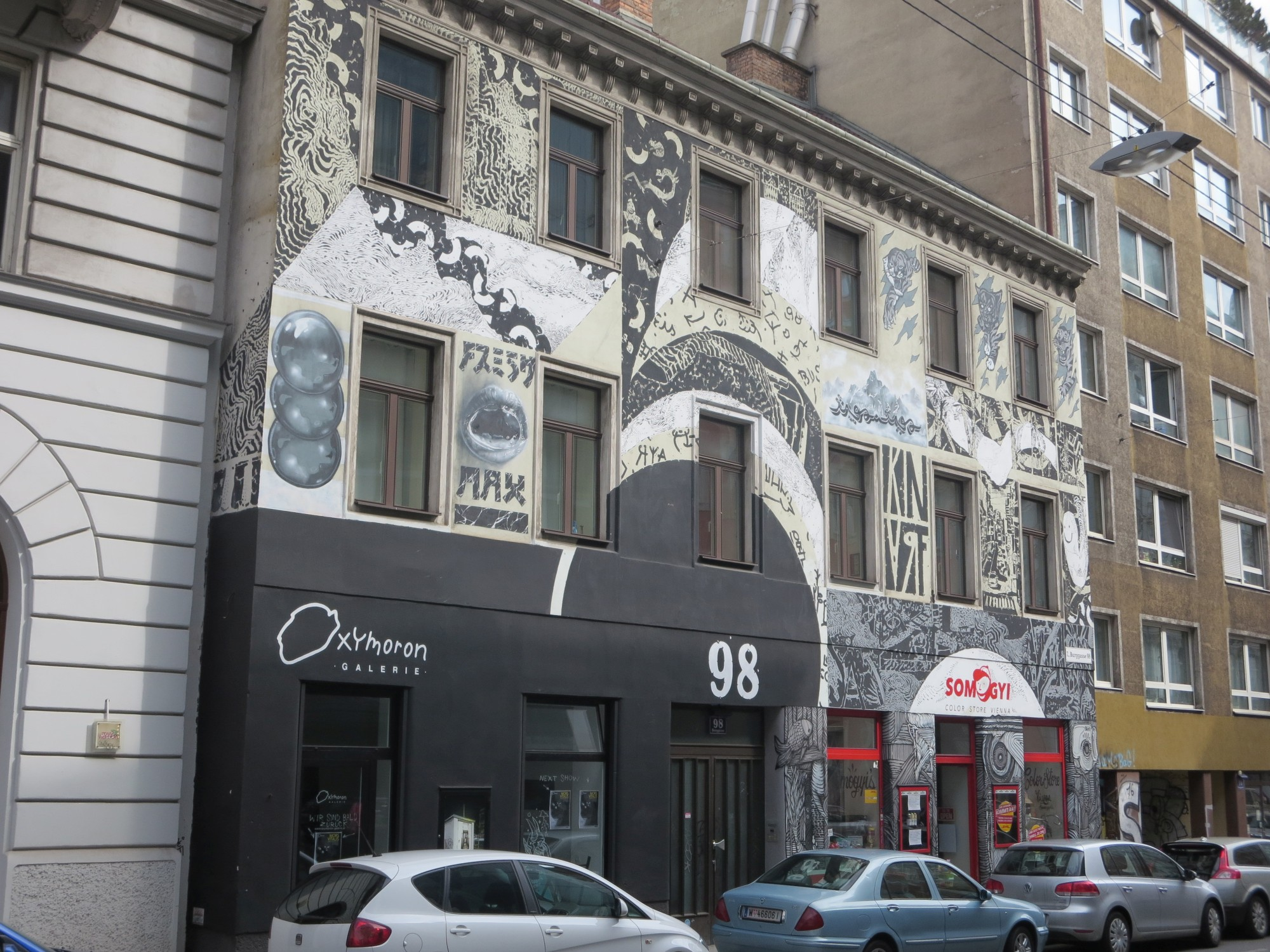
Nr. 98
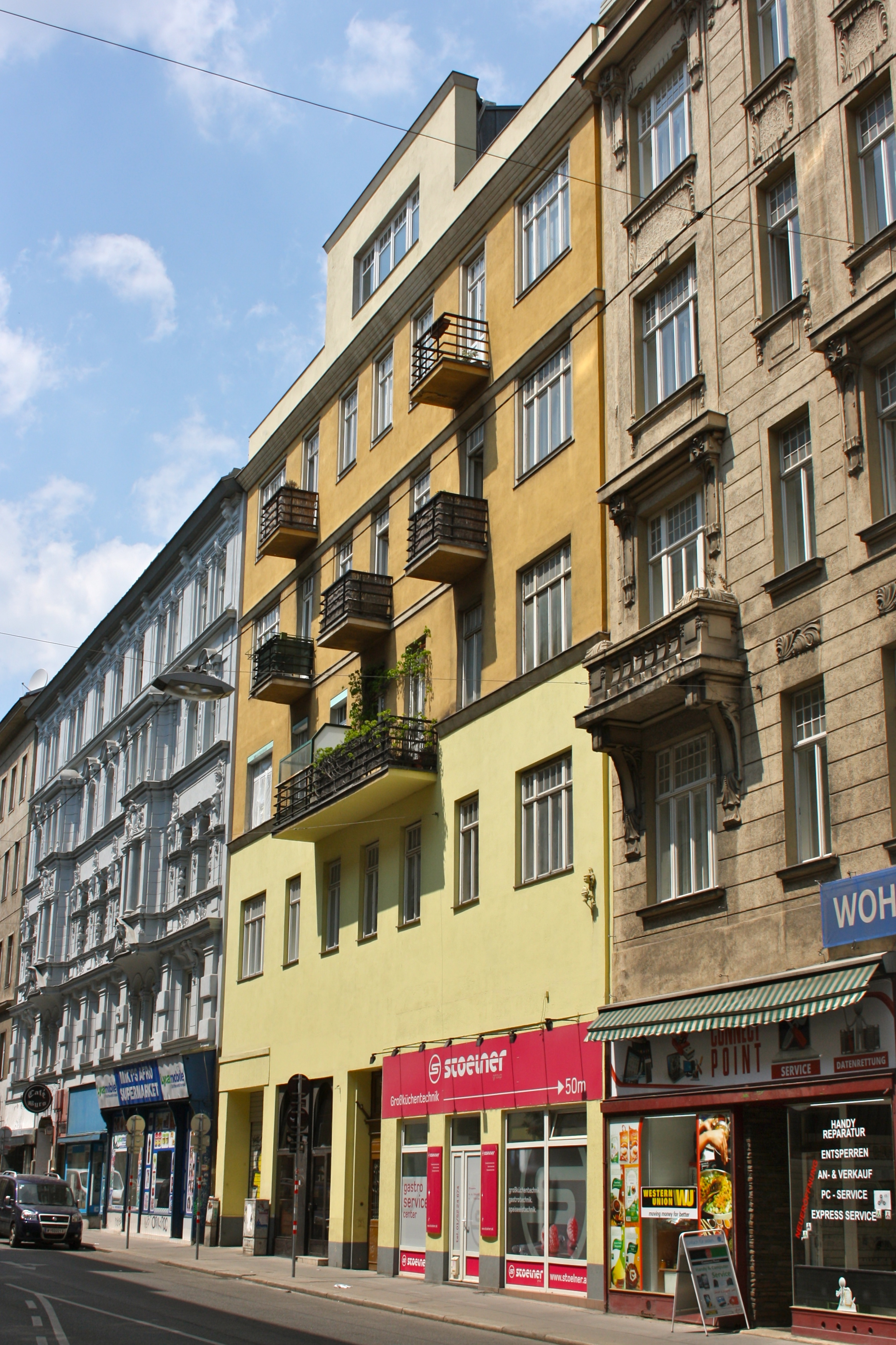
Nr. 122A